# Clarence Stein

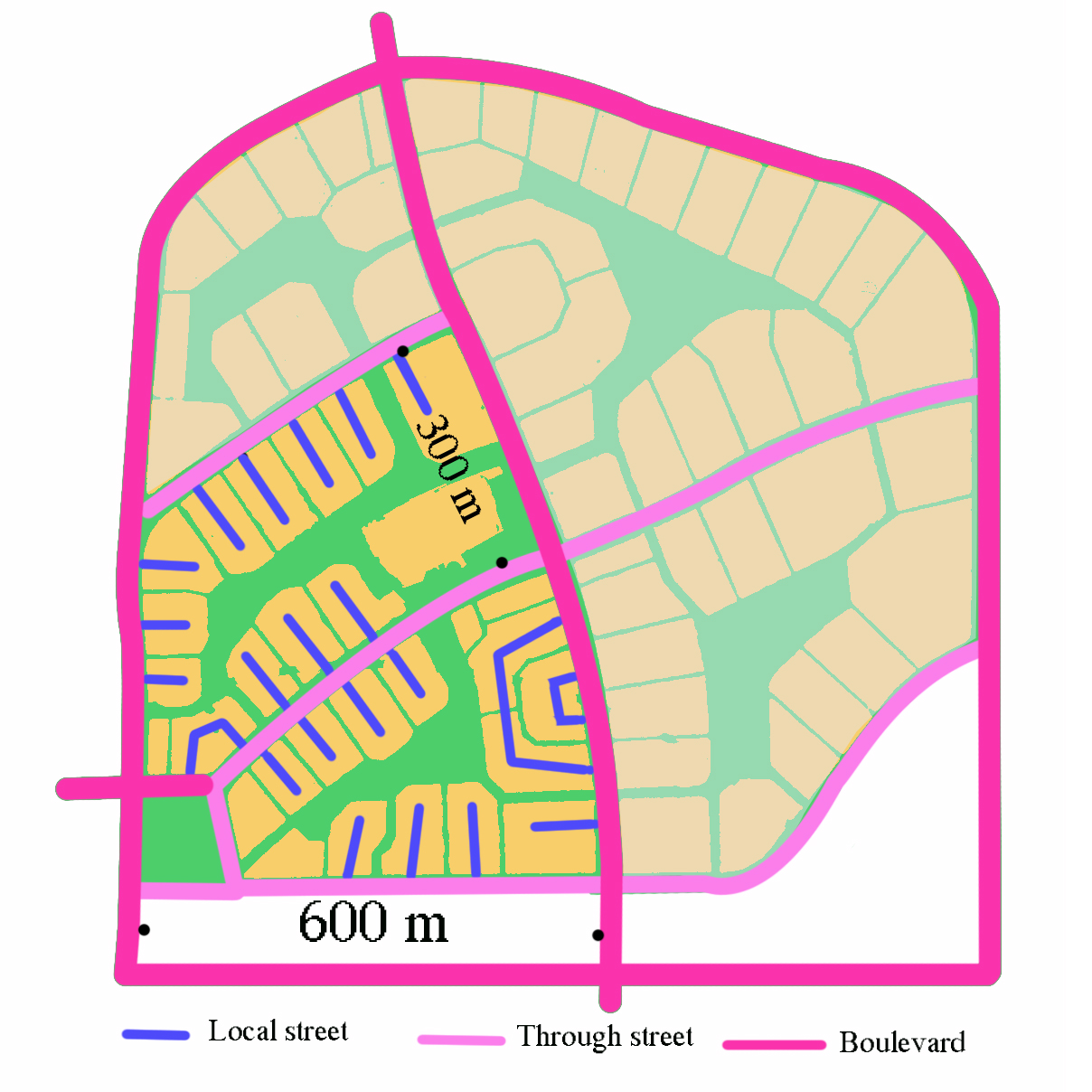
Un diagrama que muestra la estructura de red de calles de Radburn y su jerarquía anidada. Sendas peatonales separadas corren a través de los espacios verdes entre los callejones sin salida y a través de la espina verde central (Nota: el área sombreada no se construyó)

Clarence Samuel Stein (19 de junio de 1882 hasta 7 de febrero de 1975) era un americano urbanista , arquitecto y escritor, uno de los principales proponentes del movimiento Garden City en los Estados Unidos.

## Trabajos publicados
- The Writings of Clarence S. Stein: Architect of the Planned Community,  1998
- Toward New Towns for America, 1951
- Kitimat: A New City,  1954
- Report of the Commission of Housing and Regional Planning to Governor Alfred..., 1925
- Primer of Housing,  1927  (co-author)
- Store Buildings and Neighborhood Shopping Centres,  1934
- Radburn, Town for the Motor Age, 1965
- Hillside Homes, 1936

## Imágenes
- City of Cumberland (enlace roto disponible en Internet Archive; véase el historial, la primera versión y la última).
- Vitruvius.com
- Clarence Stein y su esposa